# San José (tỉnh của Uruguay)
San José là một tỉnh của Uruguay. Tỉnh này có diện tích
4.992 km², dân số là 103.104 Người. Tỉnh lỵ đóng ở San José.

## Thông tin dân số
Theo điều tra dân số năm 2004, có 103.104 người và 33.063 hộ trong tỉnh này. Số người bình quân mỗi hộ là 3,0. Cứ mỗi 100 nữ giới, có 100,0 nam giới.
- Tỷ lệ tăng dân số: 1.083% (2004)
- Tỷ lệ sinh: 15,24 số người được sinh/1000 người (2004)
- Tỷ lệ tử vong: 9,30 số người chết/1000 người
- Tuổi bình quân: 32,0 (30,9 Nam giới, 33,2 Nữ giới)
- Tuổi thọ bình quân(2004):

- Tỷ lệ con/bà mẹ: 2,11 con/bà mẹ
- Thu nhập đầu người ở thành thị (các thành phố có 5.000 người hoặc hơn): 3.989,4 peso/tháng

### Các trung tâm đô thị chính
(Các thị xã hoặc các thành phố với 1000 dân đăng ký hoặc hơn - số liệu từ cuộc điều tra dân số năm 2004, trừ phi nêu khác đi)
| Thành phố/Thị xã | Dân số       |
| ---------------- | ------------ |
| Ciudad del Plata | 26.582       |
| Ecilda Paullier  | 1.976 (1996) |
| Libertad         | 8.353 (1996) |
| Puntas de Valdez | 1.036 (1996) |
| Rodríguez        | 2.354 (1996) |
| San José de Mayo | 33.351       |
| Santa Mónica     | 1.298 (1996) |

Bản mẫu:Departments of Uruguay